# 61. ceremonia wręczenia Oscarów

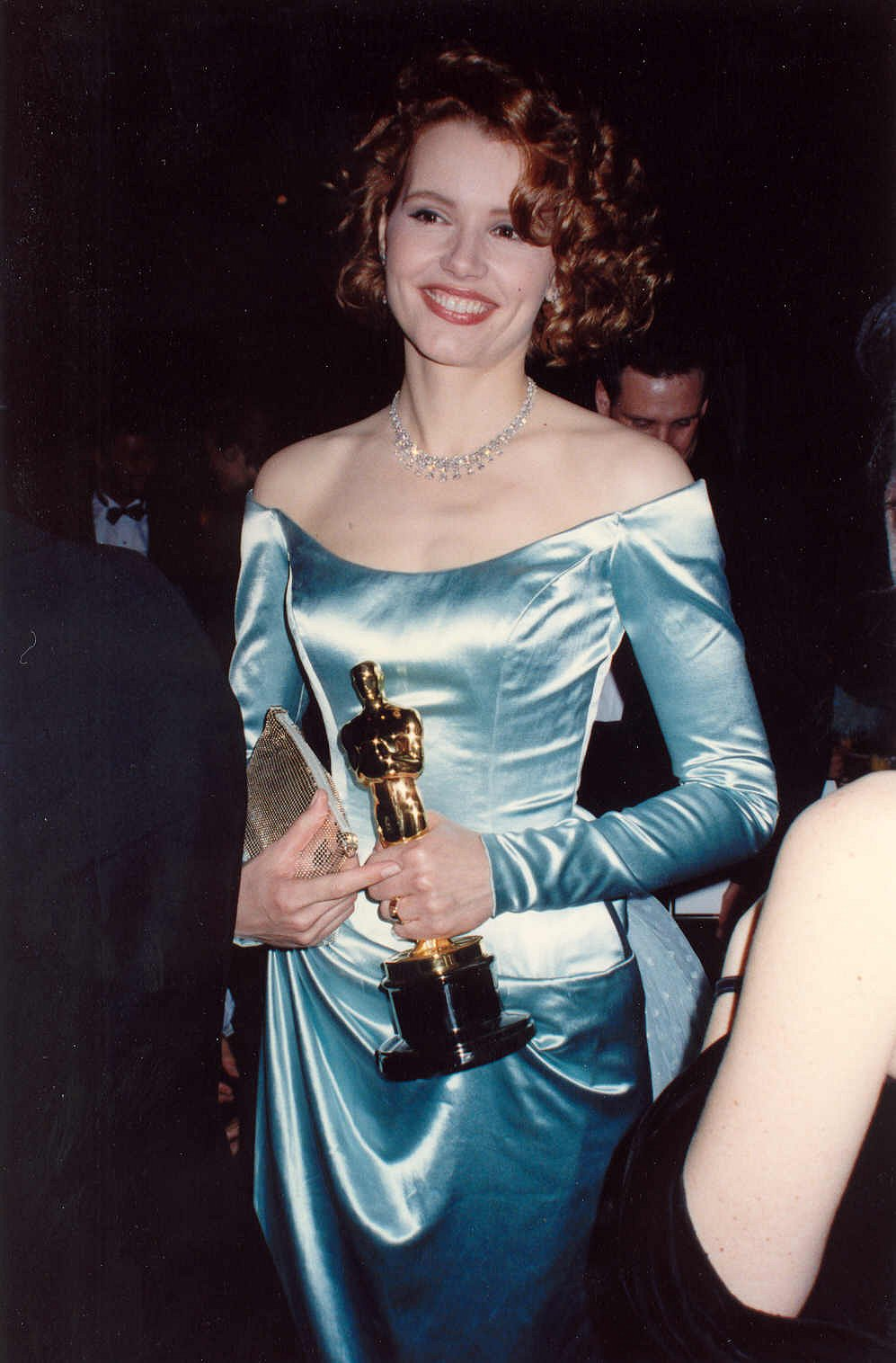
Geena Davis z Oscarem za najlepszą rolę drugoplanową w filmie Przypadkowy turysta

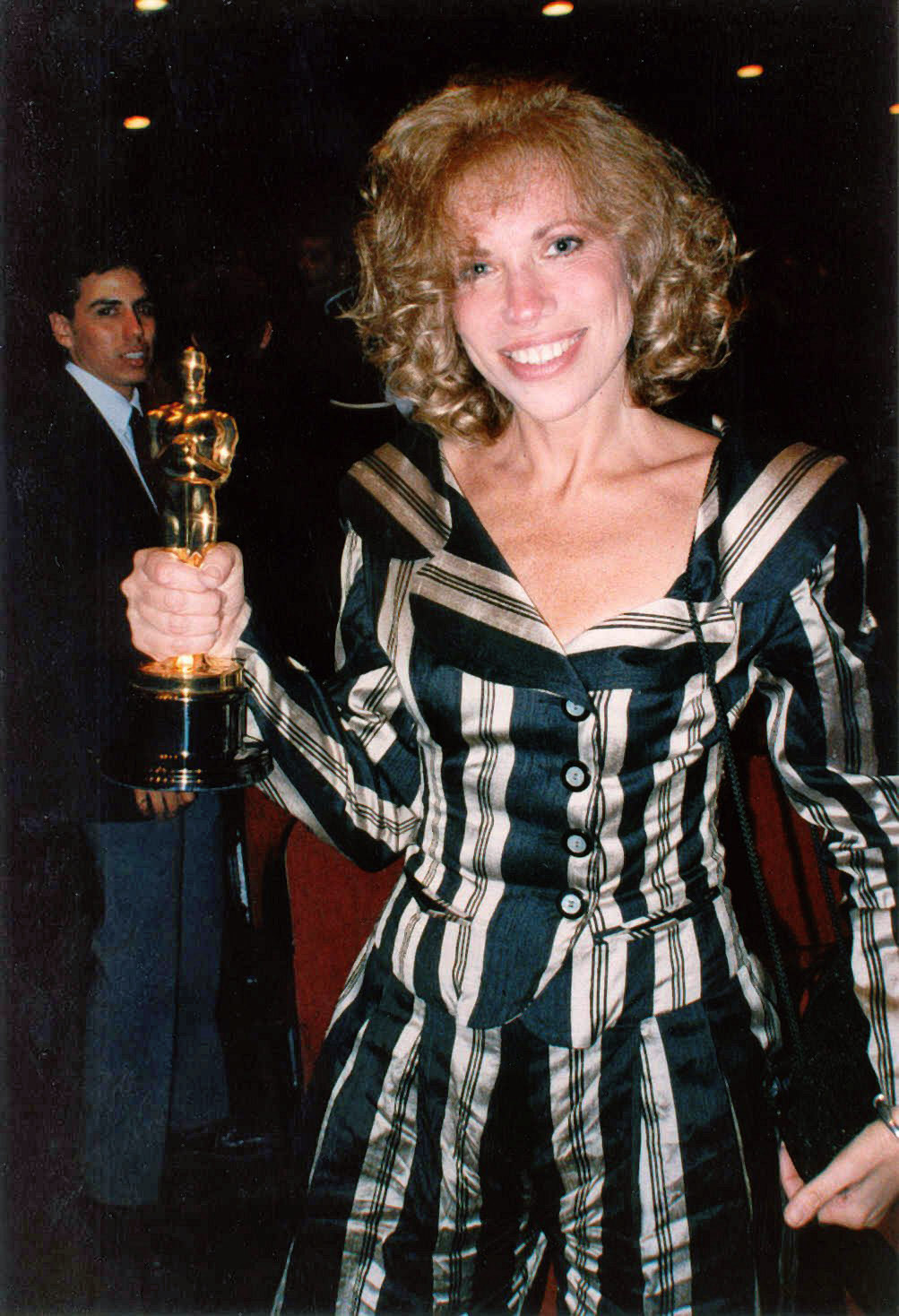
Carly Simon z Oscarem za najlepszą piosenkę

61. ceremonia rozdania Oscarów odbyła się 29 marca 1989 roku w Shrine Civic Auditorium w Los Angeles.

## Wykonawcy piosenek
W tym roku piosenki nie były wykonywane podczas ceremonii.

## Laureaci
Laureaci nagród wyróżnieni są wytłuszczeniem

### Najlepszy film
- Mark Johnson – Rain Man
- Lawrence Kasdan, Charles Okun, Michael Grillo – Przypadkowy turysta
- Norma Heyman, Hank Moonjean – Niebezpieczne związki
- Frederick Zollo, Robert F. Colesberry – Missisipi w ogniu
- Douglas Wick – Pracująca dziewczyna

### Najlepszy aktor
- Dustin Hoffman – Rain Man
- Tom Hanks – Duży
- Gene Hackman – Missisipi w ogniu
- Max von Sydow – Pelle zwycięzca
- Edward James Olmos – Wszystko albo nic

### Najlepszy aktor drugoplanowy
- Kevin Kline – Rybka zwana Wandą
- Alec Guinness – Mała Dorrit
- Dean Stockwell – Poślubiona mafii
- River Phoenix – Stracone lata
- Martin Landau – Tucker. Konstruktor marzeń

### Najlepsza aktorka
- Jodie Foster – Oskarżeni
- Glenn Close – Niebezpieczne związki
- Meryl Streep – Krzyk w ciemności
- Sigourney Weaver – Goryle we mgle
- Melanie Griffith – Pracująca dziewczyna

### Najlepsza aktorka drugoplanowa
- Geena Davis – Przypadkowy turysta
- Michelle Pfeiffer – Niebezpieczne związki
- Frances McDormand – Missisipi w ogniu
- Joan Cusack – Pracująca dziewczyna
- Sigourney Weaver – Pracująca dziewczyna

### Najlepsza scenografia i dekoracje wnętrz
- Stuart Craig i Gerard James – Niebezpieczne związki
- Albert Brenner, Garrett Lewis – Wariatki
- Ida Random, Linda DeScenna – Rain Man
- Dean Tavoularis, Armin Ganz – Tucker. Konstruktor marzeń
- Elliot Scott, Peter Howitt – Kto wrobił królika Rogera?

### Najlepsze zdjęcia
- Peter Biziou – Missisipi w ogniu
- John Seale – Rain Man
- Conrad L. Hall – Tequila Sunrise
- Sven Nykvist – Nieznośna lekkość bytu
- Dean Cundey – Kto wrobił królika Rogera?

### Najlepsze kostiumy
- James Acheson – Niebezpieczne związki
- Deborah Nadoolman – Książę w Nowym Jorku
- Jane Robinson – Garść prochu
- Patricia Norris – Zachód słońca
- Milena Canonero – Tucker. Konstruktor marzeń

### Najlepsza reżyseria
- Barry Levinson – Rain Man
- Charles Crichton – Rybka zwana Wandą
- Martin Scorsese – Ostatnie kuszenie Chrystusa
- Alan Parker – Missisipi w ogniu
- Mike Nichols – Pracująca dziewczyna

### Pełnometrażowy film dokumentalny
- Marcel Ophüls – Czasy i życie Klausa Barbiego
- Robert Bilheimer i Ronald Mix – The Cry of Reason: Beyers Naude – An Afrikaner Speaks Out
- Bruce Weber i Nan Bush – Let's Get Lost
- Ginny Durrin – Promises to Keep
- Renee Tajima-Peña i Christine Choy – Who Killed Vincent Chin?

### Krótkometrażowy film dokumentalny
- William Guttentag, Malcolm Clarke – You Don't Have To Die
- Karen Goodman – The Children's Storefront
- Lise Yasui, Ann Tegnell – Family Gathering
- Thomas B. Fleming, Daniel Marks – Gang Cops
- Nancy Hale, Meg Partridge – Portrait of Imogen

### Najlepszy montaż
- Arthur Schmidt – Kto wrobił królika Rogera?
- Frank J. Urioste, John F. Link – Szklana pułapka
- Stuart Baird – Goryle we mgle
- Gerry Hambling – Missisipi w ogniu
- Stu Linder – Rain Man

### Najlepszy film nieanglojęzyczny
- Dania: Bille August – Pelle zwycięzca
- Węgry: Istvan Szabo – Hanussen
- Belgia: Gérard Corbiau – Nauczyciel muzyki
- Hiszpania: Pedro Almodovar – Kobiety na skraju załamania nerwowego
- Indie: Mira Nair – Salaam Bombay!

### Najlepsza charakteryzacja
- Ve Neill, Steve La Porte, Robert Short – Sok z żuka
- Rick Baker – Książę w Nowym Jorku
- Thomas R. Burman, Bari Dreiband-Burman – Wigilijny show

### Najlepsza muzyka
- Dave Grusin – Fasolowa wojna
- John Williams – Przypadkowy turysta
- George Fenton – Niebezpieczne związki
- Maurice Jarre – Goryle we mgle
- Hans Zimmer – Rain Man

### Najlepsza piosenka
- „Let the River Run” – Pracująca dziewczyna – Carly Simon
- „Two Hearts” – Buster – muzyka: Lamont Dozier; słowa: Phil Collins
- „Calling You” – Bagdad Cafe – Bob Telson

### Najlepszy dźwięk
- Les Fresholtz, Rick Alexander, Vern Poore, Willie D. Burton – Bird
- Don J. Bassman, Kevin F. Cleary, Richard Overton, Al Overton Jr. – Szklana pułapka
- Andy Nelson, Brian Saunders, Peter Handford – Goryle we mgle
- Robert J. Litt, Elliot Tyson, Rick Kline, Danny Michael – Missisipi w ogniu
- Robert Knudson, John Boyd, Don Digirolamo, Tony Dawe – Kto wrobił królika Rogera?

### Najlepszy montaż dźwięku
- Charles L. Campbell, Louis L. Edemann – Kto wrobił królika Rogera?
- Stephen Hunter Flick, Richard Shorr – Szklana pułapka
- Ben Burtt, Richard Hymns – Willow

### Najlepsze efekty specjalne
- Ken Ralston, Richard Williams, Ed Jones, George Gibbs – Kto wrobił królika Rogera?
- Richard Edlund, Al Di Sarro, Brent Boates, Thaine Morris – Szklana pułapka
- Dennis Muren, Michael J. McAlister, Phil Tippett, Christopher Evans – Willow

### Krótkometrażowy film animowany
- John Lasseter, William Reeves – Tin Toy
- Cordell Barker – The Cat Came Back
- Brian Jennings, Bill Kroyer – Technological Threat

### Krótkometrażowy film aktorski
- Dean Parisot, Steven Wright – The Appointments of Dennis Jennings
- Matia Karrell – Cadillac Dreams
- Gary Moss – Gullah Tales

### Najlepszy scenariusz oryginalny
- Ronald Bass, Barry Morrow – Rain Man
- Gary Ross, Anne Spielberg – Duży
- Ron Shelton – Byki z Durham
- John Cleese, Charles Crichton – Rybka zwana Wandą
- Naomi Foner – Stracone lata

### Najlepszy scenariusz adaptowany
- Christopher Hampton – Niebezpieczne związki
- Frank Galati, Lawrence Kasdan – Przypadkowy turysta
- Anna Hamilton Phelan, Tab Murphy – Goryle we mgle
- Christine Edzard – Mała Dorrit
- Jean-Claude Carrière, Philip Kaufman – Nieznośna lekkość bytu

### Oscar Honorowy
- Eastman Kodak Co. – za stuletnie zasługi i osiągnięcia
- National Film Board of Canada – w uznaniu za pięćdziesięcioletnią działalność oraz poświęcenie dla zachowania tradycyjnej sztuki, kreatywność i aktywność w dziedzinie technologii, a także doskonałość w każdej dziedzinie sztuki filmowej

### Nagroda honorowa Gordona E. Sawyera
- Gordon Henry Cook